# Backsteinbauwerke der Gotik/Verteilung in den Niederlanden
Dies ist eine der vier Verteilungskarten zur Liste der Backsteinbauwerke der Gotik in den Niederlanden:
- Karte: Backsteinbauwerke der Gotik/Verteilung in den Niederlanden (besonders für Mobilgeräte, nicht interaktiv)
- Karte: Backsteinbauwerke der Gotik/Verteilung in den östlichen Niederlanden
- Karte: Backsteinbauwerke der Gotik/Verteilung in Holland und Utrecht
- Karte: Backsteinbauwerke der Gotik/Verteilung in den südlichen Niederlanden

In den Niederlanden gibt es eine große Anzahl backsteingotischer Bauten, in fast allen Regionen. Dabei schließt der Bereich östlich des IJsselmeeres im Nordosten an die Backsteingotik in Ostfriesland (siehe Liste und Verteilungskarte zu Niedersachsen) an, im Südwesten an die stark von den Niederlanden beeinflusste rheinische Backsteingotik (Verteilungskarte bei der Liste). Osten der Provinz Overijssel ist die Dichte gotischer Backsteinbauten relativ dünn, dafür gibt es einige gotische Bauten aus Sandstein oder mit Sandsteinverblendung. Hier hat das westfälische Sandsteingebiet mit Steinbrüchen am Bentheimer Berg und im Teutoburger Wald bis in die Niederlande ausgestrahlt. Andere geografische Lücken haben sich durch Moorgebiete ergeben, die erst in der Neuzeit erschlossen wurden.